# Tony Christie
Anthony Fitzgerald, conegut professionalment com a Tony Christie   (Conisbrough, 25 d'abril de 1943), és un músic, cantant i actor anglès.

## Biografia
El tenor Tony Christie ja va publicar discos el novembre de 1967, però no va ser fins al senzill Las Vegas, publicat el gener de 1971 a MCA Records, compost i produït per l'equip d’autors Mitch Murray i Peter Callander, que arribà a la popularitat. Molts dels següents senzills i LPs foren compostos i produïts per aquest equip. Els seus grans èxits als anys 70 foren (Is This the Way To) Amarillo? i I Did What I Did for Maria (tots dos el 1971).
El juny de 1972 va ser convidat al festival de música Orfeu Daurat, a Bulgària. El concert va ser enregistrat i publicat en vinil per la companyia musical governamental Balkanton. Va interpretar el paper de Magaldi al disc original del 1976 del musical Evita (les seves dues contribucions principals a la banda sonora van ser On This Night Of A Thousand Stars i el duet amb Julie Covington High Flying Adored) i va intentar representar el Regne Unit al Festival d'Eurovisió de 1976, amb la cançó The Queen of the Mardi Gras, però va quedar tercer en el concurs per seleccionar un participant, darrere dels finalment guanyadors del concurs, Brotherhood of Man.
Als anys vuitanta no hi va haver més èxits comercials. A Alemanya, Christie va tornar a tenir alguns èxits a partir del 1990, especialment amb els àlbums Welcome to My Music (1991) i Welcome to My Music 2 (1992) produïts per Jack White. El 1999 tornà als primers llocs de l'UK Singles Chart, juntament amb la banda All Seeing I i un nou enregistrament titulat Walk Like a Panther.
El 2002, Is This the Way to Amarillo es va utilitzar a la sèrie de comèdia de televisió Phoenix Nights, cosa que va provocar un ressorgiment de la seva popularitat. La cançó es va tornar a publicar el 14 de març del 2005 per recaptar fons per a l'organització benèfica Comic Relief, i va arribar al número 1 de l'UK Singles Chart(venent més que totes les llistes del primer llançament juntes).
Al mateix temps, es va publicar la recopilació d'èxits The Definitive Collection, que va ser número 1 a les llistes musicals britàniques durant set setmanes i va ser guardonat amb un doble disc de platí. El 2006 es va publicar un àlbum titulat Simply in Love. A continuació, el novembre del 2008, es va publicar un altre àlbum d’estudi titulat Made in Sheffield.
El juny de 2009, Tony Christie va aparèixer per primera vegada al Festival anual de Glastonbury. El 2011 es va publicar l'àlbum Now's the Time; el 2012 va aparèixer l'àlbum Best Of – Die größten Hits aus 50 Jahren.
L'octubre de 2019, aparegué un nou àlbum titulat Pop Nonsense i la seva primera autobiografia oficial titulada Tony Christie - The song interpreter.

## Discografia

### Senzills destacats
- 1971: "Las Vegas" (Núm. 21 a UK, SA #18)
- 1971: "I Did What I Did for Maria" (Núm. 2 a UK, núm. 2 a IRE, núm. 3 a AUS,[3]Núm .1 a NZ, SA #2)
- 1971: "(Is This the Way to) Amarillo" (Núm. 18 a UK, núm. 3 a IRE, núm. 10 a AUS,[3]Núm. 2 a NZ, SA #6, USA #121 Billboard, USA #126 Cashbox)
- 1972: "Don't Go Down to Reno" (Núm. 8 a IRE, núm. 67 a AUS,[3] NZ #8)
- 1973: "Avenues and Alleyways" (Núm. 37 a UK, NZ #4)
- 1974: "You Just Don't Have the Magic Anymore" (Núm. 80 a AUS[3])
- 1974: "A Lover's Question" (NZ #11)
- 1975: "Happy Birthday Baby" (Núm. 15 a AUS[3])
- 1976: "Drive Safely Darling" (Núm. 35 a UK, SA #8, núm. 93 a AUS[3])
- 1976: "Queen of the Mardi Gras" (Núm. 95 a AUS[3])
- 1999: "Walk like a Panther" (All Seeing I i Tony Christie) (UK #10)
- 2005: "(Is This the Way to) Amarillo" (Tony Christie i Peter Kay) (Núm. 1 a UK, IRE #1)
- 2005: "Avenues and Alleyways" (reedició) (UK #26)
- 2005: "Merry Xmas Everybody" (UK #49)
- 2006: "(Is This the Way to) The World Cup" (UK #8)[1]

### Àlbums
- Tony Christie (1971) (Aus #42[3])
- With Loving Feeling (1973)
  - versionant la cançó "Solitaire", publicat com a senzill el 1993
- It's Good To Be Me
- From America with Love
- Live
- I'm Not in Love
- Island in the Sun
- Live at the Festival "The Golden Orpheus '72" – Bulgaria (1972)
- Ladies Man
- Time And Tears
- Greatest Hits (1982) (Aus #39[3])
- As Long As I Have You
- Welcome to My Music (1991)
- Welcome to My Music 2 (1992)
- In Love Again (1993)
- Calypso And Rum (1994)
- This Is Your Day (1996)
- Time For Love (1998)
- The Greatest Hollywood Movie Songs (1999)
- Weihnachten mit Tony Christie (2001)
- Worldhits & Love-Songs (2002)
- Christmas With Christie (2005)
- Definitive Collection (2005)
- Simply in Love (2006)
- Made in Sheffield (2008)
- Now's the Time! (2011)
- Best Of – Die größten Hits aus 50 Jahren (2012)
- 50 Golden Greats (2016)